# Luna 11
Luna 11 (appelée aussi Lunik 11 ou Objet 02406) fut la onzième sonde soviétique du programme Luna. Luna 11 fut lancée vers la Lune depuis une orbite terrestre intermédiaire et se plaça en orbite lunaire le 28 août 1966.

## Caractéristiques de la mission
Les objectifs de la mission incluaient l'étude :
- des émissions lunaires X et gamma afin de déterminer la composition chimique de la Lune[1] ;
- des anomalies gravitationnelles de la Lune ;
- de la densité des flux de météorites en orbite lunaire ;
- de l'intensité des radiations dans la région lunaire

La mission comportait aussi l'essai d'un système de stabilisation
- Pays : Union des républiques socialistes soviétiques
- Date de lancement : 24 août 1966 à 08 h 09 min 00 s (UTC)
  - Site de lancement : Tyuratam, Cosmodrome de Baïkonour (Kazakhstan)
  - Lanceur : Molniya 8K78M
- Masse : 1 640 kg[1]
- Orbite lunaire[2]
  - Périapse : 160 km
  - Apoastre : 1 200 km
  - Inclinaison : 27°
  - Excentricité : 0,22

## Déroulement
Luna 11 fut lancée vers la Lune depuis une orbite terrestre intermédiaire et se plaça en orbite lunaire le 28 août 1966, variant entre 160 km et 1 200 km, inclinée à 27°, décrite en 2 h 58 min. 
Les observateurs occidentaux supposaient que Luna 11 allait prendre des photographies de la Lune comme venait de la faire la sonde américaine Lunar Orbiter 1, mais l'agence Tass n'a jamais mentionné la présence de caméra à bord de la sonde. L'observatoire de Jodrell Bank en Angleterre qui captait systèmatiquement les émissions radios des sondes soviétiques déclara que Luna 11 avait transmis des images, information jamais confirmée par les Soviétiques.
Au total, 127 transmissions et 277 révolutions opérationnelles furent accomplies avant l'arrêt des batteries le 1er octobre 1966.